# Образование в Италии
В Италии есть несколько ступеней образования.

## История образования
В 1859 году было введено обязательное 3-хлетнее образование. Школы разделялись на гуманитарные и технические.
Возникли профессиональные школы. В 1930 году возник государственный заказ в области обучения в профессиональных школах. Позднее введено восьмилетнее обучение в школах.
В 1962 году введено обязательное школьное образование для детей в возрасте до 14 лет.

### История высшего образования
Университет Болоньи основан в 1088 году. В университете преподавались гуманитарные дисциплины, философия, медицина. В XV—XVII веках преподавание велось на древнегреческом и древнееврейском. В университете обучались Данте Алигьери, Альбрехт Дюрер, Франческа Петрарка, Николай Коперник, Пико делла Мирандола.
Университет Падуи основан в 1222 году.
В 1810 году открыта Высшая нормальная школа в Пизе как филиал Высшей нормальной школы Франции.

## Общие сведения
Конституция Италии содержит положения о праве на образование, обязанности государства по созданию сети университетов различного типа.
Управляющим органом в сфере среднего образования является Министерство образования и заслуг Италии. 
В сфере высшего образования и науки управляющим органом является Министерство университетов и исследований Италии. Министерство издаёт требования к университетам.
Университеты свободны в выстраивании системы управления, финансирования и способа организации образовательного процесса.
С 1998 года часть функций Министерств в области образования была передана региональным государственным органам, в том числе планирование и утверждение образовательных программ в школах, утверждение образовательного календаря на учебный год, организацию профессионального образования.
С 1999 года внедрена кредитная система, приведённая в соответствие с Европейской системой перевода и накопления баллов. 
С 2000 года стало обязательным окончание 9 классов вместо 8-ми. В 2003 году была проведена реформа Моратти. С 2008 по 2010 год проведена реформа Джельмини. 
С 2000/2001 учебного года введена система высшего образования «бакалавр — магистр». 
Языком обучения является итальянский. 

## Дошкольное образование
Дошкольное образование распространяется на детей от 3 до 5 лет. Этот уровень образования не является обязательным.
С трёх лет маленьких итальянцев отдают в детские сады (scuola materna), где в течение трёх лет их готовят к школе. Дети учатся в группах по 15—30 человек. После детского сада детей отдают в начальную школу.

## Система среднего образования
С 2003 года начальное образование разделено на 2 этапа: начальная школа (scuola primaria) и средняя младшая школа (scuola secondaria di primo grado, ранее — scuola media).
Среднее образование поделено также на 2 этапа: средняя старшая школа
Начальная школас 6 до 11 лет
Начальная школа подразделяется на 2 ступени — scuola elementare 1 и scuola elementare 2. Обе эти ступени являются бесплатными для всех. По окончании начальной школы учащиеся сдают письменный и устный экзамены. По их результатам выдаётся аттестат об окончании начальной школы (diploma di licenza elementare). На этом этапе изучают чтение, письмо, рисование, арифметику, музыку, географию, историю, информатику и физическую культуру — эти предметы являются обязательными, по желанию изучается лишь религия. Учебные планы обычно включают также изучение одного иностранного языка.
Средняя младшая школа (scuola secondaria di primo grado)с 11 до 14 лет
На этом этапе школьники изучают итальянский язык, историю, географию, математику и естественные науки, два иностранных языка,  историю искусств, технологию и музыку.
По окончании средней младшей школы сдаётся национальный экзамен. При прохождении экзамена присваивается Diploma di Licenza Conclusiva del Primo Ciclo di Istruzione.
Средняя старшая школас 14 до 19 лет
На данном этапе учащиеся решают, учиться ли им по обычной программе и готовиться к поступлению в вуз, либо совмещать своё обучение с профессиональной подготовкой.
Вариант 1:
Учащийся решает продолжить своё обучение по обычной программе. В этом случае учащиеся продолжают своё обучение в лицеях, главной задачей которых является подготовка учащегося к поступлению в университет. Лицеи делятся по профилю:
- классические лицеи
- технические лицеи
- гуманитарные лицеи
- лингвистические лицеи
- лицеи искусств
- научные лицеи

Выбирая тот или иной профиль, ученик фактически определяется со своей будущей профессией. Как правило, большинство выпускников лицеев поступают в вуз.
Вариант 2:
Поступление в технический «институт» (колледж). Ученик вправе выбрать программу по экономике или техническую специальность.
По окончании лицея либо технического колледжа выдаётся Diploma di Superamento dell’Esame di Stato conclusivo dei Corsi di Istruzione Secondaria Superiore.
Вариант 3:
Учащиеся помимо школьного образования получают какую-либо профессию. Получить такой вид образования можно в так называемых «институтах» или колледжах. Обучение длится 5 лет. Есть возможность получить документ об образовании после 3-х (с выдачей Diploma di Qualifica) или 4-х лет обучения. По окончании 5 лет учащиеся получают Diploma di Superamento dell’Esame di Stato conclusivo dei Corsi di Istruzione Secondaria Superiore (ранее — аттестат о среднем образовании (diploma di maturità) и свидетельство о профессиональной квалификации). Данный диплом позволяет получить высшее образование.
По окончании среднего образования проводится государственный экзамен, и выдаётся Diploma di Superamento dell’Esame di Stato conclusivo. Данный документ позволяет получить высшее образование.
С 2024/25 учебного года Министерство образования и заслуг Италии начинает эксперимент по внедрению искусственного интеллекта в процесс обучения в школах с целью интенсификации преподавания. Эксперимент будет запущен в 15 классах в Калабрии, Лацио, Тоскане и Ломбардии. Внедрение искусственного интеллекта будет модерироваться и направляться учителями.
В сентябре 2024 года принят закон, согласно которому ученики, получившие 5 из 10 баллов по поведению, или менее, независимо от уровня успеваемости, будут оставлены на второй год. Ученики, получившие 6 баллов, будут сдавать специальный тест.
С учебного года 2024/2025 Министерство в младшей и средней школе запретило использование мобильных телефонов во время обучения, а также возвратило бумажные дневники. С учебного года 2025/2026 мера также распространена на старшую школу.

## Высшее образование
Система высшего образования Италии представлена университетами, техническими университетами, университетскими колледжами, консерваториями и академиями.
Для поступления на отдельные специальности кроме документа о среднем образовании существуют дополнительные требования. Например, дополнительные требования выдвигаются на специальности, по которым существует квота. К данным специальностям относятся стоматология, медицина, архитектура, для поступления на которые проводится дополнительный экзамен.
Первая ступень высшего образования (graduate) — Laurea (ранее — C. D. U. (Corsi di Diploma Universitario) — аналог степени бакалавра. С 2000/2001 года, после реформы, обучение длится 3 года (180 кредитов), и состоит из обязательных, дополнительных предметов и практики. По окончании присваивается Laurea.
Вторая ступень высшего образования (post-graduate):
- Corsi di Laurea Specialistica/Magistrale. Обучение длится 2 года. Необходимо освоить 300 кредитов (180 + 120) и написать работу. Присваивается Laurea Specialistica (LS).

По некоторым специальностям объединяют Laurea и Corsi di Laurea Specialistica/Magistrale  в одну программу. Такие программы существуют по архитектуре, строительной инженерии, медицине, стоматологии. По окончании обучения выдаётся Laurea Magistrale/ Specialistica a ciclo unico.
- Corsi di Master Universitario di primo livello (MU1) Академические или профессионально ориентированные программы. Обучение длится 1 год (60 кредитов).

Третья ступень высшего образования — Corsi di Dottorato di Ricerca, DR и Corsi di Perfezionamento — исследовательские докторские программы и курсы постдипломной специализации, или профессионального мастерства. Её можно пройти как в Университетах, так и в специализированных учебных заведениях — Scuole di Specializzazione. По окончании выдается диплом специалиста или степень доктора.
В Италии существует 56 университетов. Из них 47 государственных, 9 частных.
Существует деление на государственные и негосударственные ВУЗы.
В университетах действует кредитная система обучения, двухуровневая модель обучения бакалавриат — магистратура.
Италия участвует в международных проектах «Erasmus Mundus», «Socrates», «Tempus».
36 университетов Италии входят в Рейтинг мировых университетов Quacquarelli Symonds на 2021 год.
Итальянские университеты входят в сеть университетов Адриатико-Ионического региона, куда кроме них входят университеты Албании, Греции, Боснии и Герцеговины, Сербии, Словении, Северной Македонии.